# Houston Open 1982
Lo Houston Open 1982 è stato un torneo di tennis giocato su terra verde. È stata la 12ª edizione dello Houston Open, che fa parte del World Championship Tennis 1982. Il torneo si è giocato a Houston negli USA, dal 12 al 18 aprile 1982.

## Campioni

### Singolare maschile
Ivan Lendl ha battuto in finale  José Luis Clerc che si è ritirato sul punteggio di 3–6 7–6 6–0 1-4

### Doppio maschile
Kevin Curren /  Steve Denton hanno battuto in finale  Mark Edmondson /  Peter McNamara con il punteggio di 7–5, 6–4